# 尹穆
尹 穆（ユン・モク、朝鮮語: 윤목、? - 1410年）は、李氏朝鮮時代の文臣。本貫は坡平。

## 人物
1409年9月、東アジアにおいて朝貢国または属国の国王が即位した際に、宗主国に対して謝恩のために派遣する使節である「謝恩使」に任命され、宗主国の明に赴く。
尹穆は、朝鮮を征服し、箕子朝鮮を建国した中国殷王朝の政治家箕子の顕彰碑を建立することを提案し、「朝鮮の礼楽・文物は中国を模倣したものであり、箕子の遺風がある」と述べており、箕子による教化により、朝鮮は世界秩序の中心だった中国と肩を並べる存在となることができたことから、春秋の儀式で箕子を祀り、徳の正しさを示すことは適切であると主張した。さらに尹穆は、「東方始祖である檀君は、箕子と同じ廟に祀られるべきである」と主張し、国家の歴史・文化の象徴である箕子の業績を顕彰、その威徳を讃えるため、箕子を祭祀することを主張した。